# Dorial Green-Beckham
Dorial Green-Beckham (* 12. April 1993 in St. Louis, Missouri) ist ein ehemaliger US-amerikanischer American-Football-Spieler auf der Position des Wide Receivers. Er spielte für die Tennessee Titans und für die Philadelphia Eagles in der National Football League (NFL).

## College
Green-Beckham wurde als Dorial Green geboren und wuchs in prekären Verhältnissen auf, bevor er 2009 von seinem Highschool-Trainer John Beckham und dessen Frau adoptiert wurde und den Namen Green-Beckham annahm. In seiner Jugend auch ein talentierter und erfolgreicher Leichtathlet, besuchte er die University of Missouri und spielte für deren Mannschaft, die Tigers, zwei Jahre lang erfolgreich College Football, wobei er 17 Touchdowns erzielte. Im April 2014 wurde Green-Beckham, der zuvor schon zweimal wegen Marihuanabesitzes verhaftet worden war, nachdem er versucht hatte, sich gewaltsam Zutritt zu dem Appartement einer Studentin zu verschaffen, aus dem Team geworfen. Er wechselte an die University of Oklahoma, konnte dort aber aufgrund der restriktiven Transferbestimmungen der NCAA nicht zum Einsatz kommen.

## NFL

### Tennessee Titans
Er wurde beim NFL Draft 2015 in der 2. Runde als insgesamt 40. Spieler von den Tennessee Titans ausgewählt. Bereits in seiner Rookie-Saison kam er in jedem Spiel zum Einsatz und konnte 4 Touchdowns erzielen.

### Philadelphia Eagles
Am 16. August 2016 wechselte Green-Beckham zu den Philadelphia Eagles. Im Gegenzug dazu wechselte Guard/Tackle Dennis Kelly zu den Tennessee Titans. Am 30. Juni 2017 wurde er von den Eagles entlassen.